# Daniel Hoelgaard
Daniel Hoelgaard (Stavanger, 1 de julho de 1993) é um ciclista profissional norueguêsa que atualmente corre para a equipa noruego Uno-X Pro Cycling Team. O seu irmão menor Markus também é ciclista profissional.

## Palmarés
- 2012
  - Kernen Omloop Echt-Susteren

- 2014
  - 1 etapa do Tour de Bretanha
  - 1 etapa do Ronde de l'Oise
  - 2 etapas da Volta a Bohemia Meridional

- 2015
  - 1 etapa do Volta à Normandia
  - 1 etapa do Tour de Bretanha

## Resultados em Grandes Voltas e Campeonatos do Mundo
| Corrida            | Corrida            | 2012 | 2013 | 2014 | 2015 | 2016 | 2017  | 2018 | 2019 | 2020 | 2021 |
| ------------------ | ------------------ | ---- | ---- | ---- | ---- | ---- | ----- | ---- | ---- | ---- | ---- |
|                    | Giro d'Italia      | —    | —    | —    | —    | —    | —     | —    | —    | —    | —    |
|                    | Tour de France     | —    | —    | —    | —    | —    | —     | —    | —    | —    | —    |
|                    | Volta a Espanha    | —    | —    | —    | —    | —    | 125.º | —    | —    | —    | —    |
| Mundial em Estrada | Mundial em Estrada | —    | —    | —    | —    | Ab.  | 125.º | —    | —    | —    | —    |

—: não participa

Ab.: abandono